# Лукас Лінггаард Тоннесен
Лукас Лінггаард Тьоннесен (дан. Lucas Lynggaard Tønnesen)— данський актор і модель .

## Біографія
Лукас Лінггаард Тьоннесен дебютував у мюзиклі Cirkus Summarum 2012 року в ролі Бастера, хлопчика, який намагається нагадувати всім завжди використовувати свою уяву
У 2013 році він зробив перший крок у трилері Містеріум. Початок Міккеля Норґаарда, у ролі молодого Лассе у спогадах . У тому ж році він зіграв у комедії " Player " Томаса Віллума Йенсена.
У 2014 році він з'явився у всіх шести епізодах науково-фантастичного серіалу Tidsrejsen .
У 2015 році він взяв участь у короткометражному фільмі I stykker Ейріка Сетера Стордала.
У 2022 році, через 10 років після Еміля Поульсена, він зіграв роль Магнуса, сина данського політика Біргітте Ніборг, у 4 сезоні політично-фантастичного серіалу " Борген, жінка при владі ".

## Фільмографія

### Фільми
| Рік  | Назва              | Роль                           | Примітки |
| ---- | ------------------ | ------------------------------ | -------- |
| 2013 | Томас Віллум Єнсен | Філіп                          |          |
| 2013 | Містеріум. Початок | Міккеля Норгаарда (у спогадах) |          |

### Телесеріали
| Рік  | Назва                 | Роль                     | Примітки          |
| ---- | --------------------- | ------------------------ | ----------------- |
| 2012 | Cirkus Summarum       | Бастер                   | 4 сезон, 1 епізод |
| 2014 | Пастки часу           | Олівер (у спогадах)      | 6 серій           |
| 2018 | Дощ                   | Расмус Андерсон          | 20 серій          |
| 2022 | Борген, жінка у владі | Магнус Ніборг Крістенсен | 8 серій           |
| 2022 | 1899                  | Крестер                  | 8 серій           |